# Zentralstelle für die Weiterbildung im Handwerk
Die Zentralstelle für die Weiterbildung im Handwerk e.V. (ZWH) mit Sitz in Düsseldorf ist eine bundesweit tätige Dienstleistungseinrichtung für alle handwerklichen Bildungsstätten. Sie wurde 1997 als Verein gegründet und wird getragen von 53 deutschen Handwerkskammern und dem Zentralverband des Deutschen Handwerks (ZDH) sowie der Arbeitsgemeinschaft der Handwerkskammern in Baden-Württemberg und dem Westdeutschen Handwerkskammertag (WHKT), weshalb dem ZWH-Vorstand von 2003 bis 2015 auch der 2018 verstorbene WHKT-Hauptgeschäftsführer Reiner Nolten angehörte. Vor 1997 war die Zentralstelle für die Weiterbildung im Handwerk eine Abteilung des Westdeutschen Handwerkskammertags.

## Aufgaben
Die ZWH ist eine zentrale Dienstleistungseinrichtung für alle handwerklichen Bildungsstätten und fördert die berufliche Qualifizierung im Handwerk durch die Entwicklung, Verbreitung und Durchsetzung von Aus-, Fort- und Weiterbildungskonzepten. Die ZWH erstellt Bildungsbedarfsanalysen und Lehrgangskonzepte, führt Bildungsprojekte im öffentlichen Auftrag durch, verfasst Schulungsunterlagen, schult Ausbilder, Dozenten sowie Prüfer und vertreibt Lehrgangsunterlagen für Aus- und Weiterbildung. Weitere Tätigkeitsfelder sind der Transfer von Projektergebnissen und die Veranstaltungsorganisation für Auftraggeber aus der Bildungsbranche. Im Auftrag der EU sowie von Bundes- und Landesministerien führt die ZWH nationale und internationale Projekte zu arbeitsmarkt- und bildungspolitischen Fragestellungen durch.
Neben den Bereichen Lehrgangsentwicklung sowie Prüfen und Qualitätssicherung bildet der Bereich Neue Medien bzw. E-Learning einen weiteren Schwerpunkt der Arbeit der ZWH. Seit 1999 entwickelt die ZWH E-Learning-Angebote und stellt diese bereit. Gemeinsam mit den Handwerkskammern und weiteren Akteuren im Bildungsbereich werden Online-Qualifizierungen, Lernplattformen, Online-Konferenzsysteme und digitale Prüfungen für Bildungszentren und Handwerkskammern entwickelt und bereitgestellt. 

### Projekte
Projekte der ZWH sind unter anderem:
- Berufsbildung ohne Grenzen – Mobilitätsberatung in den Kammern

Das Projekt hat das Ziel, Auszubildende und junge Fachkräfte bei einem Auslandspraktikum zu unterstützen und wird vom Bundesministerium für Arbeit und Soziales (BMAS) und dem Europäischen Sozialfonds (ESF) gefördert.
- Netzwerk Integration durch Qualifizierung (IQ)

Das Netzwerk will die Arbeitsmarktchancen von Migranten in Deutschland verbessern. Es geht auf den Nationalen Integrationsplan zurück und wird vom Bundesministerium für Arbeit und Soziales (BMAS), dem Bundesministerium für Bildung und Forschung (BMBF) und der Bundesagentur für Arbeit gefördert.
- JOBSTARTER – Regionalbüro West

DAS JOBSTARTER-Regionalbüro West begleitet Projekte in seinen Zielregionen Nordrhein-Westfalen, Rheinland-Pfalz und im Saarland. Das Programm zielt darauf ab, neue Ausbildungsplätze und Lösungswege für aktuelle Herausforderungen auf dem Ausbildungsmarkt und in der Ausbildung zu finden. Gefördert wird das Programm vom Bundesministerium für Bildung und Forschung (BMBF); Partner ist das Bundesinstitut für Berufsbildung (BIBB).
Weitere Projekte sind auf der ZWH-Seite zwh.de verlinkt.

### Seminarangebot
Zur Unterstützung der Handwerksorganisation bietet die ZWH auch Seminare an, die als offene Seminare und auch als Inhouse-Seminare durchgeführt werden. Das Seminarangebot ist untergliedert in sieben Themenfelder:
- Ausbilder und Dozenten
- Berater, insbesondere Ausbildungsberater
- Führungskräfte
- Prüfer

## Bildungskonferenz
Seit 1999 veranstaltet die ZWH jährlich die ZWH-Bildungskonferenz. 2018 fand die Bildungskonferenz zum 20. Mal statt und gilt als einer der größten Branchentreffs für Bildungsverantwortliche.

## Organisation der ZWH

### Vorstand
An der Spitze der Zentralstelle für die Weiterbildung im Handwerk steht der Vorstand. Er besteht aus dem Vorsitzenden, einem stellvertretenden Vorsitzenden sowie drei weiteren Vorstandsmitgliedern und dem Geschäftsführer. Gewählt wird der Vorstand von der Mitgliederversammlung.
Derzeit (Stand: Mitgliederversammlung 26. Februar 2019) besteht der Vorstand aus:
- Vorsitzender: Dirk Palige (Geschäftsführer des Zentralverband des Deutschen Handwerks (ZDH) und Geschäftsführer des Deutschen Handwerkskammertages)
- Stv. Vorsitzender: Jürgen Kilger (Hauptgeschäftsführer der Handwerkskammer Niederbayern-Oberpfalz)
- Vorstandsmitglied: Jürgen Wittke (Hauptgeschäftsführer der Handwerkskammer Berlin[5])
- Vorstandsmitglied: Ina-Maria Heidmann (Hauptgeschäftsführerin der Handwerkskammer Hildesheim-Südniedersachsen)
- Vorstandsmitglied: Meinolf Niemand (Hauptgeschäftsführer der Handwerkskammer Südwestfalen)

Tochtergesellschaft: ZWH Dienstleistungs-GmbH

### Mitglieder
Folgende Organisationen sind Mitglieder der Zentralstelle für Weiterbildung im Handwerk. Sie wählen in der Mitgliederversammlung den Vorstand.
- Arbeitsgemeinschaft der Handwerkskammern in Baden-Württemberg
- HWK Aachen
- HWK Berlin
- HWK Braunschweig-Lüneburg-Stade
- HWK Bremen
- HWK Chemnitz
- HWK Cottbus
- HWK Dortmund
- HWK Dresden
- HWK Düsseldorf
- HWK Erfurt
- HWK Flensburg
- HWK Frankfurt (Oder)
- HWK Frankfurt-Rhein-Main
- HWK Freiburg
- HWK Halle (Saale)
- HWK Hamburg
- HWK Hannover
- HWK Hildesheim-Südniedersachsen
- HWK Karlsruhe
- HWK Kassel
- HWK Koblenz
- HWK zu Köln
- HWK Konstanz
- HWK zu Leipzig
- HWK Lübeck
- HWK Magdeburg
- HWK Mannheim Rhein-Neckar-Odenwald
- HWK für Mittelfranken
- HWK für München und Oberbayern
- HWK Münster
- HWK Niederbayern-Oberpfalz
- HWK für Oberfranken
- HWK für Ostfriesland
- HWK Ostmecklenburg-Vorpommern
- HWK für Ostthüringen
- HWK Oldenburg
- HWK Osnabrück-Emsland-Grafschaft Bentheim
- HWK Ostwestfalen-Lippe zu Bielefeld
- HWK der Pfalz
- HWK Potsdam
- HWK Reutlingen
- HWK Rheinhessen
- HWK Rhein-Main
- HWK des Saarlandes
- HWK für Schwaben
- HWK Schwerin
- HWK Südthüringen
- HWK Südwestfalen
- HWK Region Stuttgart
- HWK Trier
- HWK Ulm
- HWK für Unterfranken
- HWK Wiesbaden
- Westdeutscher Handwerkskammertag
- Zentralverband des deutschen Handwerks (ZDH)